# Отряд джунглей в ледяной дали
Отряд джунглей в ледяной дали (фр. Les As de la jungle : Opération banquise) — французский полнометражный компьютерно-анимационный фильм, основанный на мультсериале «Отряд джунглей спешит на помощь».
Первая премьера мультфильма состоялась 31 декабря 2011 на телеканале «France 3», а затем 10 апреля 2013 года в пятидесяти кинотеатрах во Франции и в более чем 150 странах мира. В США были проданы 100 000 копий DVD.

## Сюжет
В Антарктиде мирную жизнь пингвинов прервали группа моржей, которые потребовали отдавать им половину своей пойманной рыбы. В качестве примера ультиматума один из моржей выкидывает в воду яйцо пингвина. Самим пингвинам ничего не остается, кроме того, как выполнять требования моржей.
Выкинутое моржами яйцо проплывает моря и вскоре прибывает к тропическим джунглям. Там яйцо находит тигрица и начинает воспитывать вылупившегося пингвинёнка. Сам пингвин вырастет, обретает "тигровую" раскраску и приобретает сына в виде рыбки.
Пингвин Понг услышав о «Великом-воине тигре», вместе со своей сестрой Пинг, прибывает в джунгли, чтобы его отыскать и обратиться к нему за помощью. По пути пингвины столкнулись с гориллой Мигелем, который обещает их привести к «Великому воину-тигру», которого зовут Морис. Морис, выслушав рассказ Пинга и Понга, соглашается отправиться в путь, при этом взяв в команду Мигеля, долгопята Гилберта, лягушек Эла и Боба и бородавочника Фреда.
Пройдя путь, герои делают ночлег в пещере, жителем которой является летучая мышь Батрисия, она рада новым гостям. Морис рассказывает Батрисии о том, что его команде нужен ещё один воин, и спрашивает, не знает ли она кого-либо, но последняя никого не знает. Морис, воспользовавшись советом Понга, что Батрисия будет полезна команде, к примеру, как наблюдение с воздуха, решает взять её. Сама Батрисия побоялась "покинуть дом", но влюбившись в Гилберта, сразу без всяких опасений согласилась присоединиться к команде.
Прибыв в Антарктиду, герои столкнулись с моржами, но они от них терпят поражение. Моржи, не желая прощать их неудачную попытку восстания, забирают яйца пингвинов и требуют самих пингвинов отдавать всю пойманную рыбу. Пингвины разочарованы в поражении (в том числе Понг, именно он надеялся, что Морис спасёт всех), и даже сама команда разочаровалась в Морисе. Но Морис убеждает команду ещё раз попробовать победить моржей.
Первым делом команда подменяет конфискованные у моржей яйца, а сами яйца возвращают пингвинам. Морис начинает разрабатывать тактику и подготавливать пингвинов для противостояния с моржами.
Когда моржи вернулись к пингвинам, они их побеждают, заманивая в ловушки. Наконец победив всех до одного, в том числе и главного, «Отряд джунглей» прощаются с пингвинами и возвращаются обратно домой в джунгли.